# فرودگاه گراند-سانتی
فرودگاه گراند-سانتی (به انگلیسی: Grand-Santi Airport) یک فرودگاه است که یک باند فرود سنگفرش دارد و طول باند آن ۱۰۰۰ متر است. این فرودگاه در کشور فرانسه قرار دارد و در ارتفاع ۵۶ متری از سطح دریا واقع شده‌است.

## شرکت‌های هواپیمایی و مقصدهای پروازی
| شرکت‌های هواپیمایی  | مقصدهای پروازی                              |
| ------------------ | ------------------------------------------- |
| Air Guyane Express | کاین رشابوو، ماریپاسئولا، سن لوران دو مرونی |